# اناهاوان، لیتی جنوبی
اناهاوان، لیتی جنوبی (به لاتین: Anahawan, Southern Leyte) یک سکونتگاه مسکونی در فیلیپین است که در لیته جنوبی واقع شده‌است.

## خصوصیات
اناهاوان ۵۸٫۰۹ کیلومترمربع مساحت و ۷٬۹۴۲ نفر جمعیت دارد.